# Thrombocytémie essentielle
 Mise en garde médicale
La thrombocytémie essentielle (TE) est une maladie du sang frais faisant partie des syndromes myéloprolifératifs. C'est une maladie clonale caractérisée par une production excessive de plaquettes par les mégacaryocytes de la moelle osseuse. Le taux de plaquettes doit être supérieur à 600 000 /µl pour parler de TE et il est généralement supérieur à 1 000 000 /µl.
Ce taux excessif de plaquette est souvent découvert fortuitement lors d'un examen hématologique systématique. L'âge moyen de découverte est de 60 ans et il y a une prédominance féminine.
Il n'y a pas de signe pathognomonique clinique ou biologique et le diagnostic est un diagnostic d’exclusion avec les thrombocytoses réactionnelles ou les autres syndromes myéloprolifératifs chroniques où l'on retrouve des thrombocytémies.
La symptomatologie clinique et les risques de la TE sont essentiellement vasculaires avec des manifestations transitoires ischémiques au niveau de la microcirculation, de vraies thromboses surtout artérielles et rarement des hémorragies.
La TE ne modifie pas l'espérance de vie des patients.
L'attitude thérapeutique et les indications dépendent du risque vasculaire et doivent prendre en compte l'iatrogénie de certains médicaments. Les différentes attitudes vont de l'abstention avec simple surveillance, l'utilisation de médicaments diminuant la production de plaquettes, un traitement par antiagrégants.
La TE fait partie des 4 grands syndromes myéloprolifératifs :
- La maladie de Vaquez
- La leucémie myéloïde chronique
- La thrombocytémie essentielle
- La splénomégalie myéloïde ou myélofibrose primitive.

## Quelques distinctions
Il faut distinguer :
- une hyperplaquettose ou thrombocytose qui est une augmentation du nombre des plaquettes sanguines > 400Giga/l ;
- une thrombocytémie qui est un terme s’appliquant aux thrombocytoses s'intégrant dans le cadre d’un syndrome myéloprolifératif ;
- le terme de « thrombocytémie essentielle » ou « primitive » qui est une variété particulière de syndrome myéloprolifératif caractérisée par une prolifération de la lignée mégacaryocytaire.

## Critères diagnostiques de la TE
Le diagnostic de TE reste un diagnostic d’élimination. Il faut distinguer une TE d'une thrombocytose réactionnelle et des autres syndromes myéloprolifératifs lorsqu'ils s'accompagnent d'une thrombocytose.
Il est possible d'observer une polyglobulie, diagnostic différentiel avec la maladie de Vaquez.
Néanmoins, la découverte de plusieurs marqueurs moléculaires de syndromes myéloprolifératifs, tels que la mutation du récepteur à la thrombopoïétine MPL, la mutation de la Janus kinase 2 JAK2 ou encore une mutation du gène de la calréticuline permet de faire le distinguo entre une TE et une thrombocytose réactionnelle dans la très large majorité des cas,.

### Les critères diagnostiques de laPolycythemia Vera Study Groupétablis en 1997
1. Plaquettes > 600 Giga/l, à deux examens successifs, séparés d’un mois ;
2. Absence d’étiologie de thrombocytose secondaire réactionnelles à une maladie inflammatoire, une maladie néoplasique, une carence martiale (ferritinémie normale et volume globulaire moyen (VGM) des hématies normal), une hémolyse ou une asplénie, à un stress cellulaire lors de la grossesse et lors des régénérations postchimiothérapiques ou postagranulocytose.
3. Présence d’un nombre augmenté de mégacaryocytes de grande taille en amas sans anomalie de la maturation nucléo-cytoplasmique
4. Absence de signes cytologique ou cytogénétique en faveur d’un syndrome myélodysplasique (présence de fer colorable dans la moelle mais absence de sidéroblastes en couronne)
5. Hématocrite (Ht) > 50 % pour les hommes, Ht > 45 % pour les femmes ou si ces limites sont atteintes volume globulaire isotopique normal (< 125 % des valeurs normales calculées)
6. Absence de chromosome Ph1 ou de réarrangement bcr-abl (éliminant la LMC lors du caryotype médullaire et de l'étude cytogénétique)
7. Absence de fibrose médullaire réticulinique ou augmentation marginale de la densité des fibres de réticuline

### Les critères clinico-pathologiques européens pour le diagnostic de la TE
Ils ajoutent l'absence de splénomégalie (ou mineure à l'échographie), la formation spontanée de colonies mégacaryocytaires (CFU-Meg), et précisent les critères anatomopathologiques :
- B1 – Prolifération prédominante de grands mégacaryocytes avec noyau hyperlobulé et cytoplasme mature, sans anomalie cytologique évidente. Par ailleurs, absence de prolifération excessive ou d’immaturité de la granulopoïèse et de l’érythropoïèse.
- B2 – Trame réticulinique normale ou à peine augmentée.

La combinaison de A1 et de B1 + B2 établit le diagnostic de TE. Chaque critère additionnel A conforte le diagnostic de TE.
On définit également la TE comme étant de grade I si la numération des plaquettes est de 400 à 1 500 G/l, et de grade II au-delà de 1 500 G/l.